# Кроук Парк
Кроук Парк (англ. Croke Park ірл. Páirc an Chrócaigh) — регбійний та футбольний стадіон у Дубліні, Ірландія. Є найбільшим стадіоном Ірландії та четвертим у Європі. Також є найбільшим стадіоном, який приймає матчі Кубка Шести Націй з регбі. 2 травня 2009 року на Кроук Парк був встановлений рекорд за кількістю глядачів на клубному матчі з регбі.
Стадіоном володіє з 1913 року Гельська атлетична асоціація (ГАА) і там же знаходиться її штаб-квартира. Відповідно, Кроук Парк переважно використовується для проведення гельських ігор (гельський футбол та херлінг). Є домашньою ареною для збірної Ірландії з регбі та іноді на арені проводяться матчі збірної Ірландії з футболу. Побудована у 1884 році. Капітальна реконструкція була проведена у 2004 році після чого місткість трибун була збільшена до 83 300 місць. Арена знаходиться у самому центрі Дубліна, на відстані 15 хвилин він О’Коннелл-стріт.
Слід зазначити, що матчі з футболу, регбі та крикету почали проводитись на стадіоні досить недавно. Це було пов'язано з тим, що за правилами Гельської атлетичної асоціації заборонено використовувати арени, які їй належать для проведення інших ігор, окрім як традиційних ірландських. Крім цього будь-який член асоціації, який грає у нетрадиційні ірландські ігри чи навіть відвідує їх автоматично виключається з асоціації. У 2005 році правила були суттєво пом'якшені, що дало можливість проведення матчів з регбі та футболу на стадіоні. Перший такий матч відбувся між збірною Ірландія та збірної Англії з регбі. Матч завершився перемогою ірландців з рахунком 43-13. 24 березня 2007 року на Кроук Парке пройшов перший футбольний матч між збірною Ірландії та Уельса з футболу. Перемогли господарі з рахунком 1-0. Матч відвідали 72 500 глядачів.
Крім спортивних подій, стадіон часто використовується для проведення концертів. Так на йому виступали U2, Westlife, Take That, Simple Minds та інші.